# High Resolution Stereo Camera

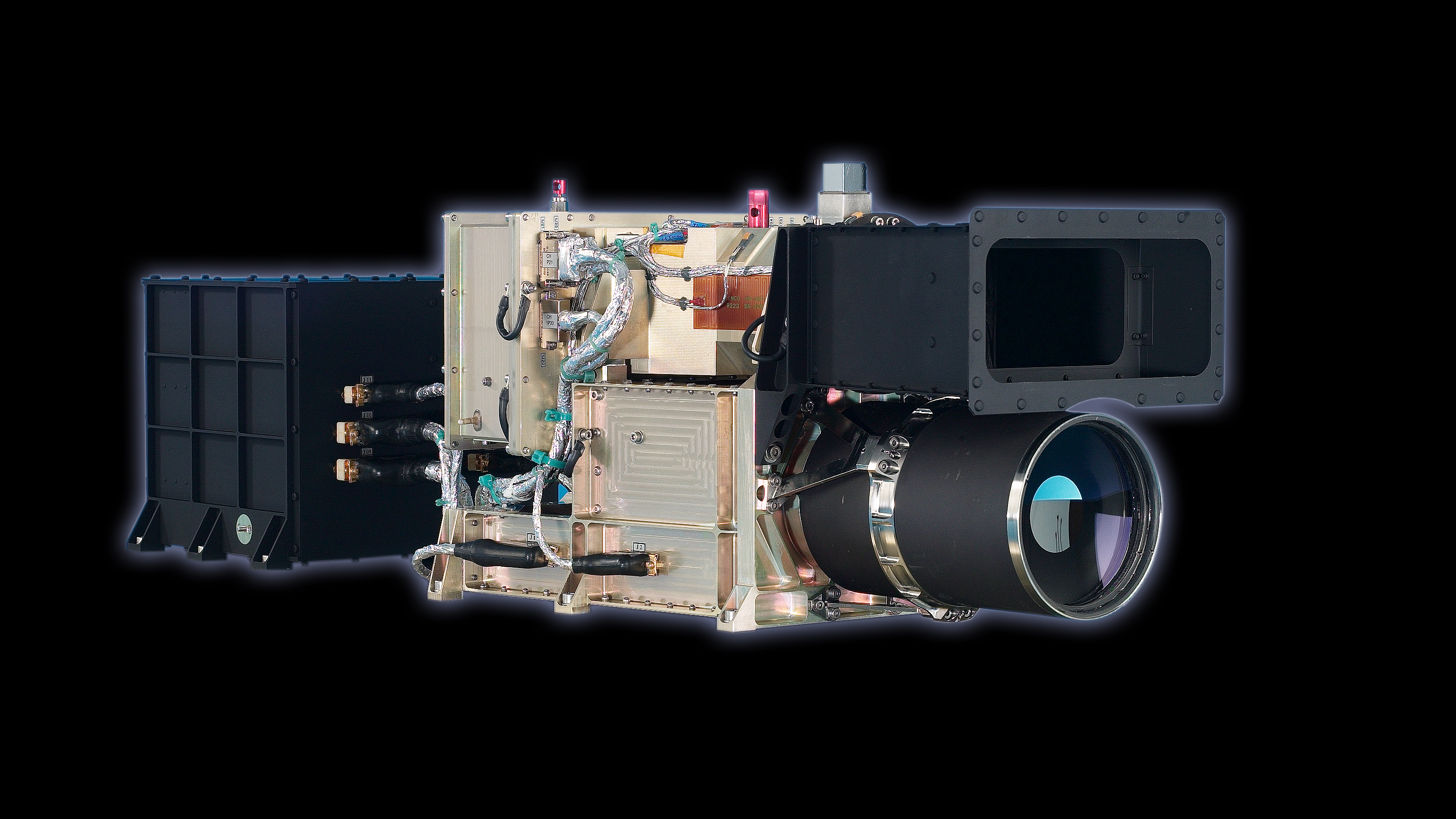
Cámara HRSC

High Resolution Stereo Camera (HRSC) es una cámara expermiental del Mars Express. Una versión para la Tierra llamada HRSC-AX también fue desarrollada, al igual que una versión para la Mars 96. Tiene cuatro partes principales: la cabecámara, canal de superresolución, instrumento de fotogramas, y unidad digital. A una altitud de 250 km de Marte, el SRC puede producir imágenes con una resolución de 2.3 metros por píxel de 2.35km² del terreno de Marte. Tiene otros nueve canales y puede producir modelos digitales de terreno.
En 2012, alrededor de 61.5% del territorio de Marte fue mapeado a una resolución de al menos 20 metros/píxel por la misión Mars Express utilizando esta cámara.